# Europsko prvenstvo u vaterpolu – Pariz 1931.
Vaterpolsko EP 1931. treće je izdanje ovog natjecanja. Održano je u Parizu u Francuskoj od 23. do 30. kolovoza 1931. 

## Konačni poredak
| Mj. | Država       |
| --- | ------------ |
| 1.  | Mađarska     |
| 2.  | Njemačka     |
| 3.  | Austrija     |
| 4.  | Belgija      |
| 5.  | Čehoslovačka |
| 6.  | Francuska    |
| 7.  | Švedska      |

| Pobjednici            |
| --------------------- |
| Mađarska Treći naslov |